# Université d'éducation de Kyoto
L'université d'éducation de Kyoto (京都教育大学, Kyōto kyōiku daigaku, couramment abrégée en Kyōkyō, 京教 ou en Kyōkyōdai 京教大) est une université nationale japonaise, située à Kyoto dans la préfecture de Kyoto.

## Composantes
L'université est structurée en faculté de 1er cycle (学部, gakubu), qui a la charge des étudiants de 1er cycle universitaire, et en faculté de cycles supérieurs (研究科, kenkyūka), qui a la charge des étudiants de 2e et 3e cycle universitaire.

### Facultés de1ercycle
L'université compte une faculté de 1er cycle (学部, gakubu).
- Faculté d'éducation

### Facultés de cycles supérieur
L'université compte une faculté de cycles supérieurs (研究科, kenkyūka).
- Faculté d'éducation

## Personnalités liées

### Ancien étudiant
- Tetsunosuke Kushida, compositeur de musique